# Прерани погреб (филм)
Прерани погреб (енгл. The Premature Burial) је амерички хорор филм из 1962. године, режисера и продуцента Роџера Кормана, према сценарију који су Чарлс Бомонт и Реј Расел написали на основу истоимене приповетке Едгара Алана Поа. Ово је трећи од осам филмова заснованих на Поовим причама које је Корман режирао. Главне улоге у филму тумаче Реј Миланд, Хејзел Корт, Ричард Неј и Хедер Ејнџел, а радња прати каталептичног човека опседнутог страхом да буде жив сахрањен.

## Радња
Током викторијанског доба, британски аристократа Гај Карел опседнут је страхом да ће бити жив сахрањен. Његов страх постаје толико јак да га готово спречава да се ожени својом вереницом, Емили. Он јој открива да, као и његов отац, болује од каталепсије — болести која може учинити да човек изгледа као да је мртав. Гај затим води Емили у породичну катакомбу и тврди да је, док је био дечак, чуо оца како вришти из гробнице након што је сахрањен, иако његова сестра, Кејти, инсистира да је све то било само у његовој глави. Упркос свему, Емили му говори да и даље жели да се уда за њега.
Након венчања, Емили на клавиру одсвира мелодију песме „Моли Малоун”, што Гаја доводи у стање крајњег очајања и он се онесвести. Када се поврати, постаје још мрачнији и опседнут идејом да ће жив бити сахрањен. Ускоро гради раскошну погребну крипту опремљену разним сигурносним мерама у случају преране сахране, укључујући и отровни еликсир као крајње решење. Овај нови пројекат изазива забринутост код Емили и његовог колеге Мајлса Арчера за његово ментално здравље.
У покушају да промени расположење, Гај одлази у шетњу по мочварама са супругом, када изненада чује гробара како звижди исту ирску мелодију која је свирана после венчања. Музика га поново обара у несвест, и он сања страшан сан у којем је заробљен у својој крипти, али ниједна од сигурносних мера не функционише. Када се пробуди поред Емили, пита је за гробара који је звиждао, али она тврди да никога није чула.
На крају, Емили више не може да се носи са Гајевим понашањем и каже му да ће га напустити ако се не ослободи опсесије смрћу. Чини се да овај ултиматум делује — он уништава крипту коју је изградио и почиње да се понаша разумније. Као завршни корак његове терапије, Мајлс му предлаже да отвори гробницу свог оца како би доказао да он није био жив сахрањен. Али када то учини, Гај поново пада у каталептичко стање, и овога пута не може да се пробуди.
Након прегледа од стране Емилиног оца, Гај је проглашен мртвим. Породица верује да је доживео срчани удар, и на Емилин захтев, сахрањују га на гробљу. Делује да ће се Гајева највећа страхота обистинити, али га пљачкаши гробова изненадно ископавају баш у тренутку када поврати покретљивост. У стању лудила, Гај се враћа кући да се освети онима који су, по његовом мишљењу, учествовали у његовој пропасти.
Гај у лабораторији убија Емилиног оца електрошоком. Док се то дешава, Емили признаје Мајлсу да гаји осећања према њему и да је направила грешку што се удала за Гаја. Слуга долази по Мајлса након што је открио леш Емилиног оца. Гај одлази у Емилину собу, а када га угледа, она се онесвести. Он је односи до гробља, полаже у сопствени гроб и прекрива је земљом. Мајлс долази и моли Гаја да престане, те избија борба. Гаја зауставља Кејти, која га убија хицем из пиштоља.
Мајлс откопава Емили из гроба, али открива да је она већ преминула. Кејти му показује да је Емили имала кључ од Гајеве крипте. Она открива да је, када је сазнала за Гајев страх од преране сахране, Емили почела да планира његов крај. Унајмила је гробаре да га прогањају, а онда се претварала да ништа није видела или чула када је он постављао питања. Такође је сакрила мачку у зидовима куће и оскрнавила гроб његовог оца — све како би појачала његове страхове. Кејти признаје Гајевом лешу да је знала шта Емили ради, али није имала довољно доказа и морала је да чека — али је чекала предуго. Кејти и Мајлс одлазе са гробља, док камера полако прелази преко надгробне плоче на којој пише: „Почивај у миру”.

## Улоге
| Глумац       | Улога          |
| ------------ | -------------- |
| Реј Миланд   | Гај Карел      |
| Хедер Ејнџел | Кејт Карел     |
| Хејзел Корт  | Емили Голт     |
| Алан Напијер | др Гидеон Голт |
| Ричард Неј   | Мајлс Арчер    |
| Џон Диркис   | Свини          |